# Osoyoos
Osoyoos è un comune (town) del Canada, situato in Columbia Britannica, nel distretto regionale di Okanagan-Similkameen.